# Pit Heltmann
Pit Heltmann (* 1958 in Nürtingen) ist ein deutscher Diplomat. Er war von 2018 bis 2021 Botschafter in Nordkorea und von 2021 bis 2024 Generalkonsul in Shanghai.

## Leben und Wirken
Nach dem Abitur absolvierte Pit Heltmann zunächst eine Berufsausbildung zum Bankkaufmann in Tübingen und studierte dann Geographie, Japanologie und Verkehrspolitik an der Universität Bonn.
1988 trat Heltmann in den Auswärtigen Dienst ein. Im Laufe seiner diplomatischen Karriere war er überwiegend in Asien tätig, unter anderem als Stellvertreter des Botschafters in der Mongolei (1994–1998), als Leiter der Handelsförderungsstelle in China (2000–2004), als stellvertretender Leiter der Botschaft in Manila und als Leiter der politischen Abteilung an der Botschaft in Tokio.
Im Auswärtigen Amt war er unter anderem als stellvertretender Leiter des Referats für bilaterale kulturelle Beziehungen mit Amerika, Afrika und Asien tätig.
Von 2014 bis 2018 war Heltmann Leiter des Referats für Außen-, Sicherheits- und Entwicklungspolitik im Bundespresseamt. Von 2018 bis 2021 war er Botschafter in Nordkorea, von Juli 2021 bis Juni 2024 in dreijähriger Amtszeit Generalkonsul in Shanghai. 
Er ist verheiratet und hat drei Kinder.